# Slaget vid Vitoria
Slaget vid Vitoria utkämpades 21 juni 1813 och stod mellan en allierad styrka med Storbritannien, Spanien och Portugal under Arthur Wellesley mot Franska kejsardömet under Joseph Bonaparte och marskalk Jean-Baptiste Jourdan vid staden Vitoria i Spanien.

## Bakgrund

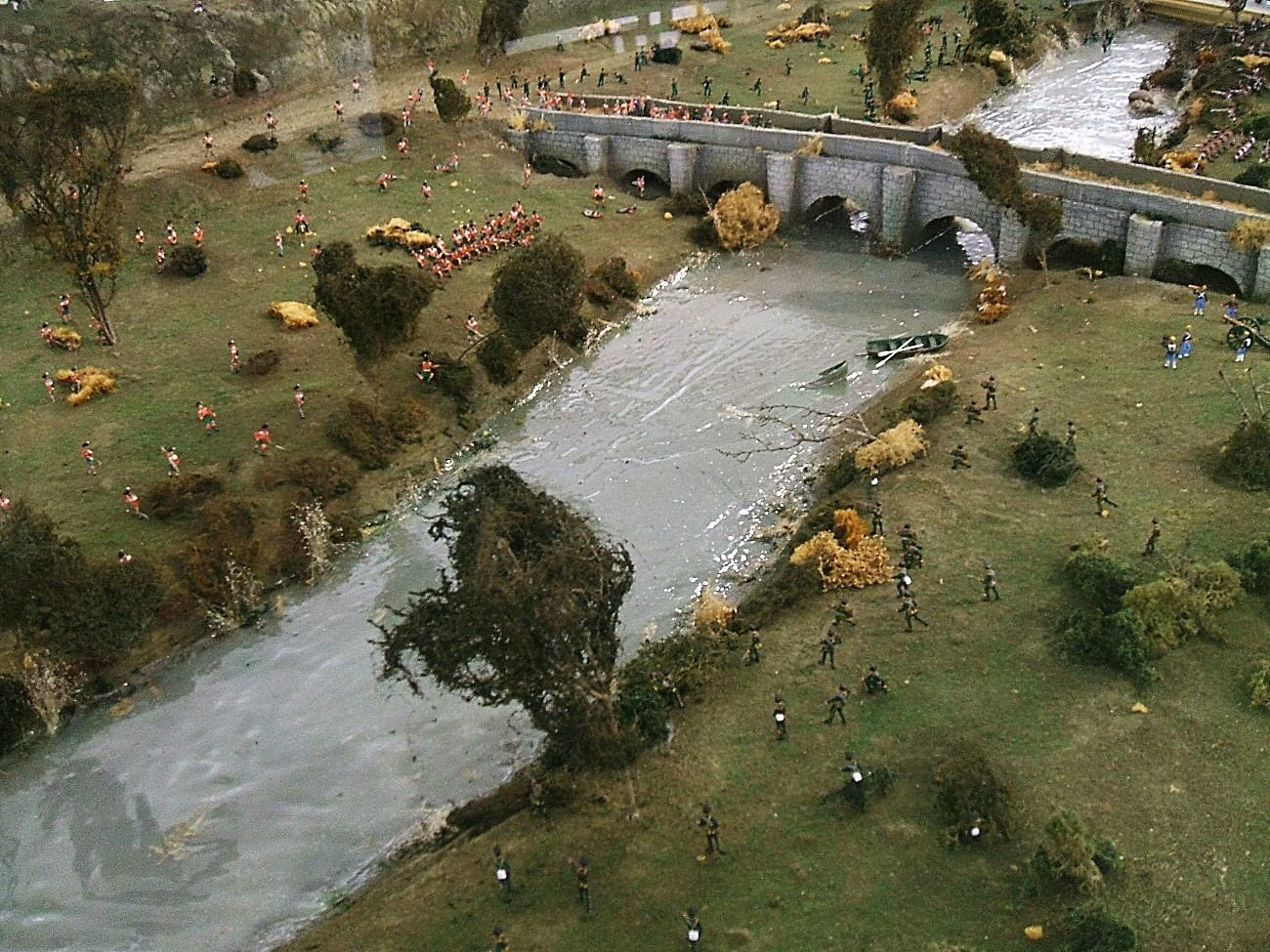
Rekonstruktion av slaget vid Vitoria på Museo de Armería de Álava i Vitoria

Efter Slaget vid Salamanca juli 1812 evakuerade de franska styrkorna Madrid, varefter Wellingtons armé erövrade staden 12 augusti 1812. Efter att ha lämnat tre divisioner för att vakta staden, lämnade denne staden med hela sin armé och marscherade till Burgos för att belägra stadens fästning. Han underskattade dock fiendens styrka och avslutade belägringen den 21 oktober. Den 31 oktober övergav han även Madrid och retirerade först till Salamanca och sedan till Ciudad Rodrigo, nära gränsen till Portugal.
Wellington omorganiserade och förstärkte sina styrkor under vintern. Samtidigt byggde Napoleon upp sin armé efter det katastrofala nederlaget i Ryssland. Den 20 maj 1813 var Wellington redo att attackera fransmännen igen och marscherade med en styrka på 121 000 man från norra Portugal genom bergen i norra Spanien till Eslafloden för att omringa marskalk Jourdans armé på 68 000 man mellan Duero och Tajo. De franska trupperna retirerade till Burgos förföljda av Wellingtons armé. Wellington kommenderade en liten styrka i centrum och Sir Thomas Graham hade befälet över den allierade huvudstyrkan.
Wellington inledde sin attack vid Vitoria den 21 juni i fyra kolonner. Efter hårda strider i fransmännens centrum bröts försvaret ganska snabbt upp. Vid slaget dödades eller skadades omkring 5 000 franska soldater och 3 000 togs till fånga, medan Wellington förlorade omkring 5 000 man i döda eller sårade. Den allierade styrkan erövrade samtliga 152 franska kanoner. Den franska förlusten vid Vitoria ledde senare till att Napoleons styre kollapsade.

## Slaget
I början av slaget skickade Rowland Hill upp Morillos division till höger på La Puebla-höjden. Stewarts andra division befäste västra slätten just söder om floden. Efter att ha sett dessa förflyttningar skickade Gazan upp ett regemente för att driva bort Morillos från La Puebla-höjden. Hill skickade överste Henry Cadogans brigad till höjderna för att hjälpa Morillo. Gazan svarade med att skicka Villattes reservdivision upp till höjderna. Vid denna tid upptäckte Gazan att Wellington rörde sig med sin kolonn norrut mot Zadorra för att vända hans högra flank. Gazan bad Jourdan, som precis hade återhämtat sig från sin feber, om förstärkningar. Jourdan vägrade skicka hjälp till Gazan då han var väldigt mån om säkerheten på sin vänstra flank. Han skickade istället d'Erlons trupper för att vakta Logroñovägen.
Wellington skickade James Kempts brigad av skyttar genom Zadorra vid hårnålen. Ungefär samtidigt intog Stewart Subijana och blev attackerad av två franska divisioner. På la Puebla-höjderna dödades Cadogan men de allierade lyckades med kraft hålla sig kvar.
Vid middagstid kom Grahams kolonn på Bilbaovägen. Jourdan förstod omedelbart att han var i fara och beordrade att Gazan skulle dra tillbaka sina trupper mot Vitoria. Graham försökte få Sarruts divisioner att ta sig över floden men kunde trots hårda strider inte göra det. Längre österut besegrade Longas spanska trupper den spanska högvakten och skar av vägen mot Bayonne.

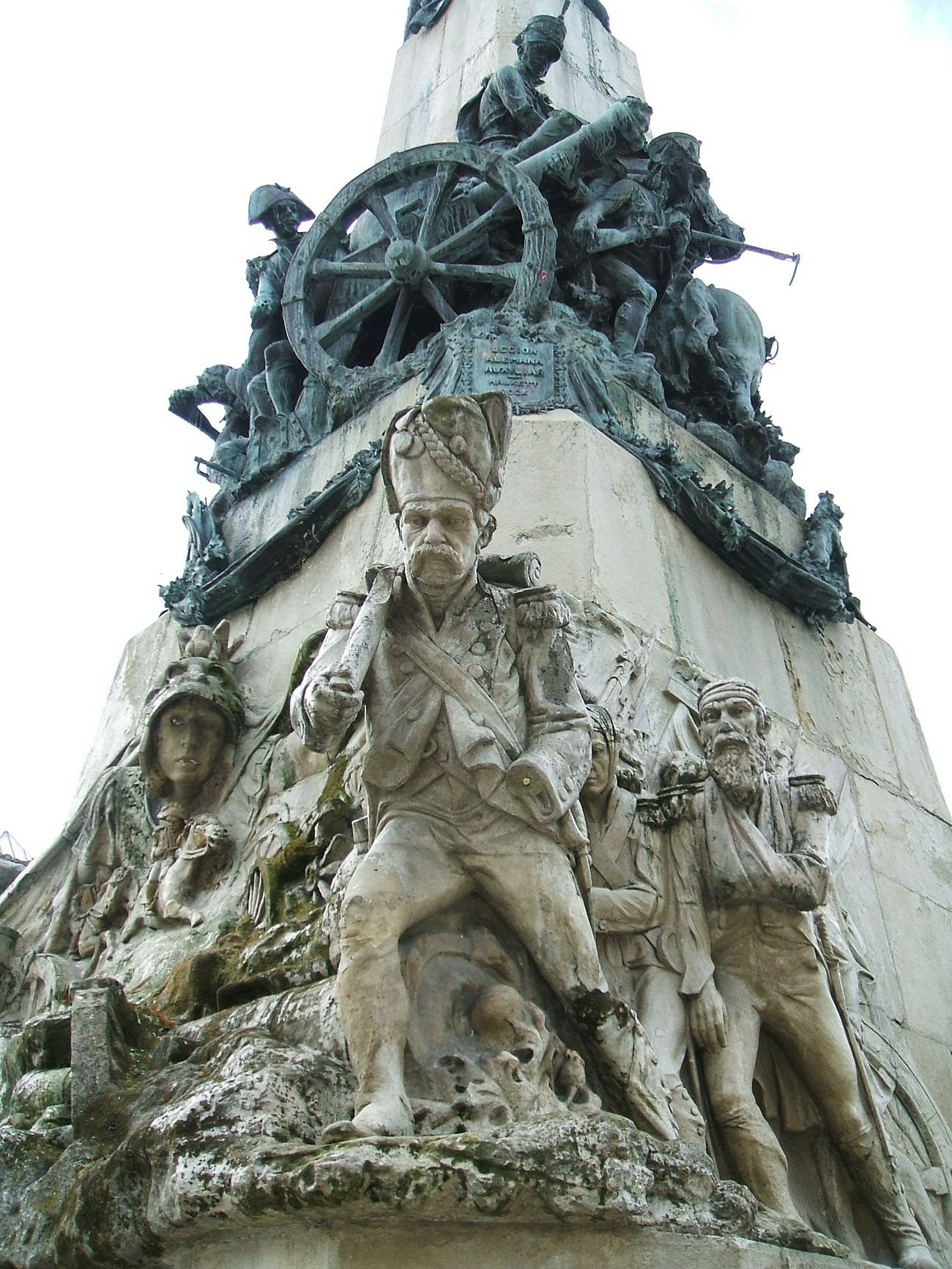
Ett segermonument av slaget i Vitoria-Gasteiz.

Med hjälp av James Kempts brigad lyckades Thomas Picton korsa södra sidan av floden. Enligt Picton svarade fienden med att beskjuta 3:e divisionen med sina kanoner och anfalla mot deras högra flank. Vid denna attack förlorade de allierade hela 1 800 män (över en tredjedel av alla allierade förluster i slaget). Lite längre västerut korsade Coles fjärde division floden. Med Gazan på den vänstra sidan och D'Erlon på den högra sidan försökte fransmännen bilda en linje vid byn Arinez. Dock lyckades de allierade ganska snabbt åter erövra denna position och fransmännen drog sig tillbaka till Zuazoåsen.
Den franska moralen sjönk och soldaterna började fly. Artilleristerna övergav sina kanoner och flydde på dragdjuren. Snart var vägarna fulla med vagnar och flyende soldater. Genom att Reilles två divisioner höll tillbaka Graham, lyckades tusentals franska soldater fly.

## Efter slaget
De allierade hade förlorat runt 5 000 man, 3 675 brittiska, 921 portugisiska och 562 spanska soldater hade antingen dött eller blivit skadade.. Fransmännen hade förlorat 5 200 man i döda eller skadade samt 2 800 män som hade tillfångatagits. Dessutom förlorade man 151 kanoner. Bland de södra flankerna hade 4 300 män dött eller skadats och i centern hade 2 100 män dött eller skadats. Den fanns inga skadade bland "the Royal Guard" och artilleriet.
Av flera skäl var de franska förlusterna inte stora. För det första hade den allierade armén redan marscherat 20 km före slaget och var därför utmattad. För det andra lyckades Reilles män tappert hålla tillbaka Grahams kolonn. För det tredje var dalen dit de franska trupperna retirerade väl försvarad av tredje husar- och femtonde dragonregementena. Dessutom lämnade fransmännen sitt byte efter sig.
Många brittiska soldater började plundra övergivna franska vagnar, som innehöll saker av stort värde. Värdet av allt plundrat byte uppskattades till en miljon pund (i dagens penningvärde ca 100 miljoner pund). Men bristen på disciplin fick Wellington att bli rasande och han skrev ett brev till Earl Bathurst "Vi har jordens avskum som vanliga soldater". Wellington beskrev även det 18:e husarregementet "Det är en skam att kalla 18:e husarregementet för soldater, såväl i strid såväl som för övrigt; och jag föreslår att man tar ifrån dem deras hästar och skickar männen till England om jag inte kan få dem att bättra sig." Den 8 april 1814 förbättrade dock de 18:e husarerna sitt rykte vid ett tappert anfall vid Croix d'Orade, strax före Slaget vis Toulouse (1814), och inte så långt senare var den allierade armén under Wellington i Frankrike.